# Træskomand skærer Aalborgtræsko
|  | Denne artikel er oprettet af botten Steenthbot ud fra en ekstern database. Den kan derfor have sproglige fejl eller mangler. Denne skabelon kan fjernes efter kontrol af indholdet. |

Træskomand skærer Aalborgtræsko er en dansk dokumentarisk optagelse fra 1930.

## Handling
Rebild 1930.